# Yank Lawson
John Rhea "Yank" Lawson (Trenton, 3 mei 1911 - Indianapolis, 18 februari 1995) was een Amerikaanse trompettist die swing en dixieland speelde.
Lawson speelde saxofoon en piano en speelde in lokale groepen. Hij werkte in de orkesten van Ben Pollack (1933-1935) en Will Osborne (1935), daarna in de band van Bob Crosby. Met Crosby en de Bobcats maakte hij in de periode 1935-1938 veel plaatopnames. Hij speelde daarna bij Tommy Dorsey (1938/1939), opnieuw bij Crosby en bij Benny Goodman (1942). Verder in de jaren veertig werd hij een studiomuzikant en werkte hij voor radio en televisie. In de jaren vijftig leidde hij verschillende dixieland-sessies en richtte hij met contrabassist Bob Haggart een groep op, die nieuwe interpretaties van oude jazznummers speelde. In deze groep waren onder meer Billy Butterfield en Peanuts Hucko actief. In de jaren zestig had Lawson een eigen groep en in 1968 begon hij met onder andere Haggart de dixielandband de World's Greatest Jazz Band, die tien jaar actief was. Hierna bleef hij een belangrijk figuur in de dixieland-wereld. Hij maakte nog verschillende platen waaraan Haggart, Nick Fatool, Bucky Pizarelli en anderen meewerkten. Na zijn overlijden werd hij in 1998 postuum opgenomen in de Big Band and Jazz Hall of Fame.
Lawson is te horen op opnames van Louis Armstrong, Bobby Short, Leonard Gaskin, Bob Wilber, Ralph Sutton, Barbara Lea, Teresa Brewer en Roy Eldridge en Judy Garland . 

## Discografie (selectie)
- Louis' Hot 5s and 7s, 1956
- The Best of Broadway Dixieland Style, Signature Records, 1959
- Big Yank Is Here, ABC Music, 1965
- Century Plaza, World Jazz, 1972
- Plays Mostly Blues, Audiophile Records, 1986 ('albumpick' Allmusic.com)
- Something Old, Something New, Something Borrowed, Something Blue, Audiophile records, 1994